# Decumaria barbara
Decumaria barbara là một loài thực vật có hoa trong họ Tú cầu. Loài này được Carl von Linné mô tả khoa học đầu tiên năm 1763.

## Hình ảnh

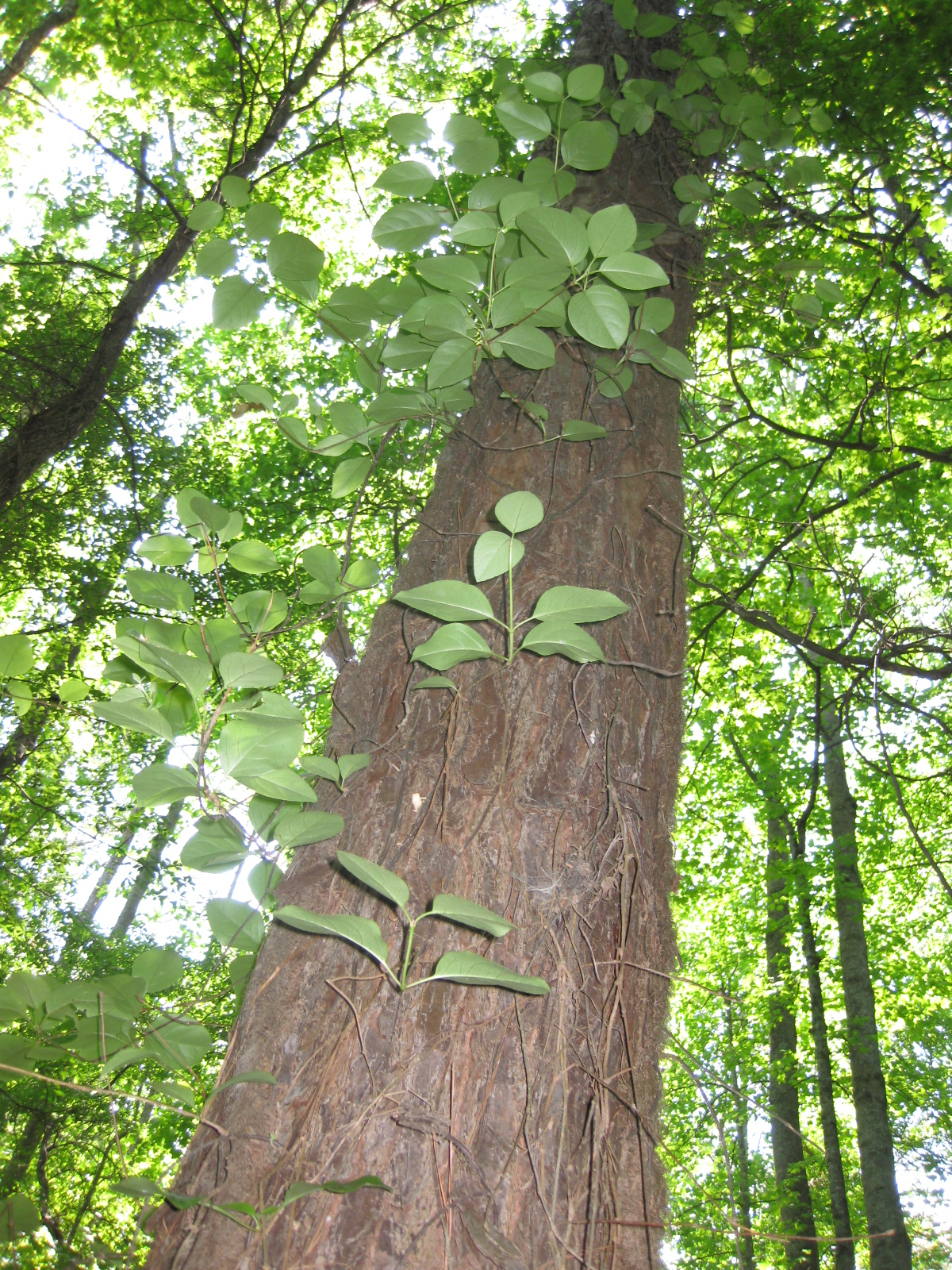
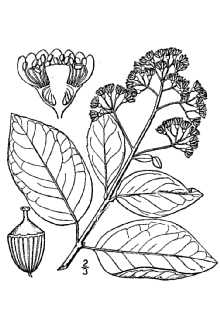
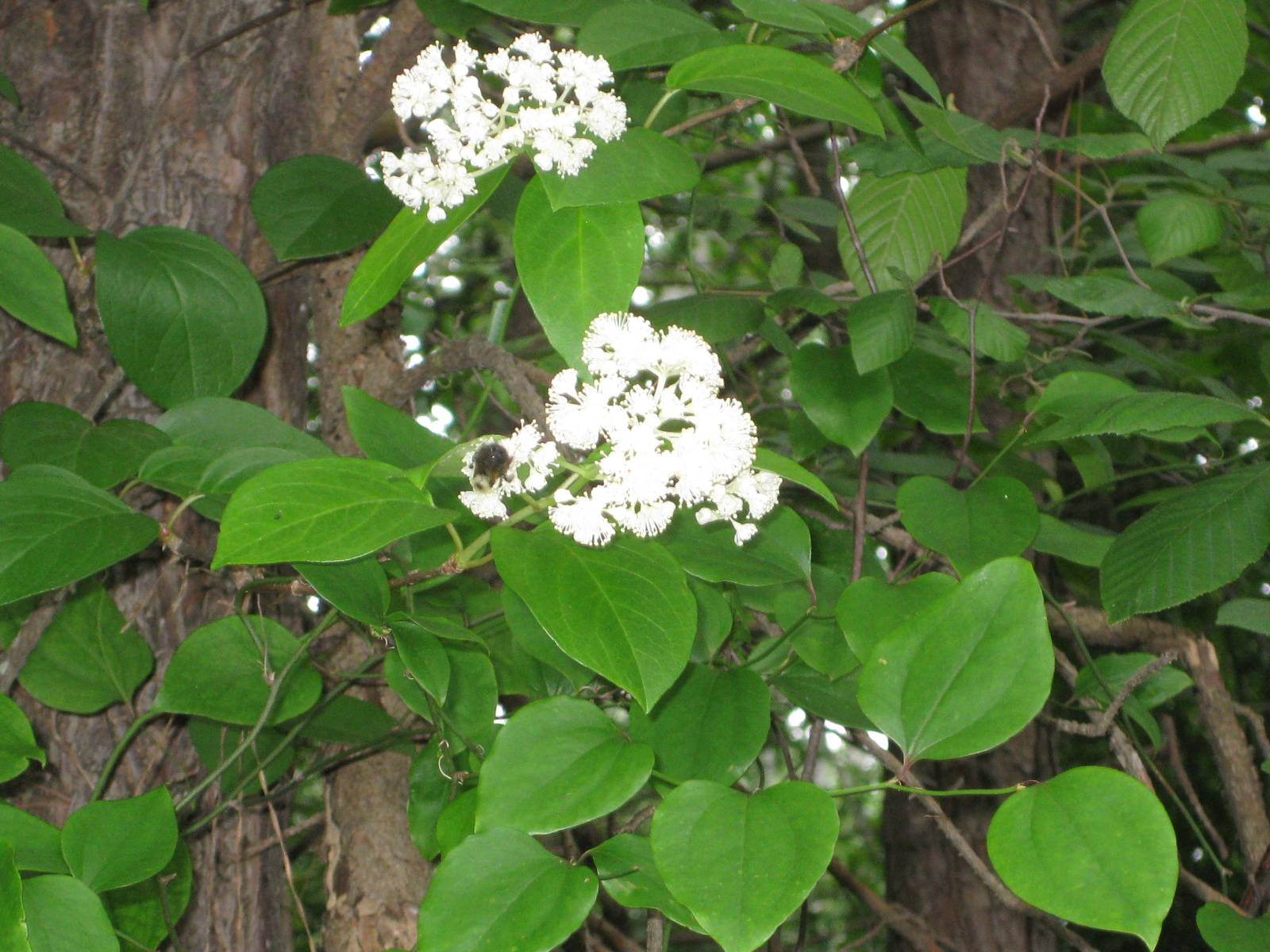